# Corson
Алан Кордье (фр. Alain Cordier; 25 ноября 1979, Тьонвиль, Франция) — известный под сценическим псевдонимом Corson — французский композитор, автор песен и поп-рок певец.
Особенность артиста — характерный лирический тенор и использование классической школы вокала, которую Corson совмещает в своем творчестве поп-рок исполнителя. Его дебютный 11-трековый альбом The Rainbow выпущен Polydor в январе 2015 года. Репертуар артиста преимущественно англоязычный.

## Биография
Алан Кордье родился 25 ноября 1979 в г. Тьонвиль во Франции, регион Лотарингия, практически на границе с Люксембургом.

## Творчество
По настоянию своей мамы, которая часто замечала сына за семейным фортепиано, в возрасте 7 лет, помимо школы, Corson начинает серьёзно заниматься музыкой и сразу же влюбляется в пение.
С 15 лет начинает брать уроки классического вокала в музыкальной консерватории Тьонвиля. После окончания колледжа Corson поступает в консерваторию Аньер-сюр-Сен, специализирующуюся на лирическом пении, также оканчивает факультет международной торговли. Параллельно, открыв для себя и вдохновившись творчеством группы U2, которая впоследствии повлияла на музыкальный стиль артиста, вместе со школьными друзьями основывает фанк-группу Samsara, в которой становится вокалистом. Здесь же осваивает гитару, перкуссию и духовые инструменты. Группа много репетирует и выступает в родном регионе, но этого оказывается недостаточно для жизни и Corson решает бросить музыку и несколько лет работает в банке Люксембурга.
В 19 лет Сorson теряет маму, которая, открыв музыкальный талант своего сына, всегда верила в его артистическое будущее. Больно пережив потерю, в 22 года он все оставляет в своем родном городе и решает переехать в Париж и попытать себя в музыкальном бизнесе. Никого не зная в столице, Corson на протяжении долгого времени занимается всеми возможными артистическими подработками: кастинги, озвучивание рекламы, эпизодические роли в фильмах, работа сессионным музыкантом…
В 2001 году поступает в школу актёрского мастерства и варьете французской певицы и композитора Alice Dona, выступает в 1ой части её концертов в легендарном концерт-холле Олимпия и в турне по всей Франции. В 2003 году, успешно пройдя кастинг, Сorson исполняет роль Себастьяна в мюзикле «Belles, belles, belles» (мюзикл, основанный на песнях Клода Франсуа), премьера которого состоялась 23 ноября 2003 года в «Олимпии». Мюзикл игрался на сцене Олимпии 70 раз, заключительный показ состоялся 19 января 2004 года. В 2005 году Corson входит в состав труппы легендарного мюзикла Roméo et Juliette, de la haine à l’amour выдающегося французского композитора, сценариста и актёра Жерара Пресгюрвика (Gérard Presgurvic). С 20 января по 21 марта 2007 года Corson в составе мюзикла отправляется в азиатское турне, в Корею и Тайвань.
Параллельно, обладая талантом автора и композитора, пишет песни для других французских исполнителей, таких как Амори Вассили (Amaury Vassili), Джой Эстер (Joy Esther), Давид Халлидей (David Hallyday)… В этом же году, во время азиатского турне мюзикла, певец знакомится со своим будущим продюсером Селимом Мууби, который, увидев артиста на сцене, предлагает ему сотрудничество в продвижении сольной карьеры. C 2007 по 2010 год Corson проводит в США, где на протяжении трёх лет занимается совершенствованием своего индивидуального стиля и музыкального материала. В 2010 году Селим Мууби основывает свою продюсерскую компанию Selim Mouhoubi Productions и вплотную занимается подготовкой к выпуску первого сольного альбома артиста. Алан Кордье решает изменить своё имя на творческий псевдоним Corson (произносится «Корсон») в память о его матери Соне (псевдоним составляет первые слоги имени и фамилии) и начинает запись материала для своего дебютного альбома.
В 2011 году выходит первый диск (сингл) певца под названием «Corson», состоящий из 5 треков под изданием музыкального лейбла Mercury Records, а также видеоклип певца на песню «We’ll come again». Режиссёрами видеоклипа становятся Corentin Quiniou и Andrew Desmond. Синглы The Rainbow, We’ll come again и Raise me up постоянно звучат на французских радиостанциях Virgin Radio, RTL, NRJ Франции и Бельгии. Впоследствии успешной ротации этих треков всемирно известный музыкальный лейбл Universal Music France предлагает Селиму Мууби контракт на дальнейшее совместное продюсирование артиста.
Началом совместной работы становится выход в 2014 году синглов и видеоклипов певца Raise me up и «Loud», которые мгновенно занимают лидирующие позиции музыкальных и видео чартов Франции, Бельгии и Швеции, и 27 октября 2014 года выход EP «Loud» , состоящего из 5 треков («Loud», «Raise me up» («Je respire encore»), «Forever young», «Let it go», «Made of pain», «Raise me up» (english version)).. Corson становится 2-м самым ротируемым исполнителем Франции. Помимо этого, певец также открывает концерты таких именитых звезд, как Imagine Dragons, Skip the Use, Boy George, Lisa Stansfield, Laura Pausini в Zénith de Paris, Morten Harket в легендарной Olympia, Calogero в Palais Omnisports de Paris-Bercy, а также выступает с сольными концертами в Париже. В этом же году он сотрудничает с французской певицей Sophie-Tith, победительницей известного телепроекта Nouvelle Star 2013 года, над музыкальным материалом её альбома и позже выпускает с ней совместный видеоклип на песню «Toutes ces choses-là», которую они исполняют дуэтом.. В конце 2014 года выходит клип артиста на песню «The Rainbow», съемки которого прошли в Лондоне. Режиссёром клипа снова выступил Corentin Quiniou. Певец также становится крестным отцом объединения Raphael Lorraine, благотворительного фонда, созданного для оказания помощи больным детям.
12 января 2015 года Corson выпускает свой дебютный альбом «The Rainbow», состоящий из 11 треков, который рассказывает о различных периодах жизни и внутренних переживаниях артиста. Аранжировки к 7 песням альбома были записаны Национальным оркестром Будапешта на специальной студии в венгерской столице с использованием 45 духовых инструментов. Особенностью альбома является уникальный стиль артиста — смешение поп-рока, поп и классического вокала и симфонических инструментов, а также то, что музыкальный материал представлен на двух языках — французском и английском. Певец является автором музыки и слов всех входящих в него песен. Миксаж и мастеринг альбома осуществили такие известные саунд-продюсеры, как John Paterno (работавший над альбомами Робби Уильямса) и Brad Blackwood (работавший с Maroon 5 и Will I Am) на студиях в Лондоне и Лос-Анджелесе.
6 апреля 2015 года певец презентует сингл «Sonia», написанный в память о своей матери.

## Интересные факты
- Певец играет на фортепиано, гитаре, перкуссии и духовых инструментах.
- Певец является автором музыки и слов всех своих песен, а также пишет для других французских артистов.
- В 2014 году Corson становится 2-м самым ротируемым артистом во Франции, благодаря своим хитам «Raise Me Up» и «Loud».
- Музыкальный материал артиста — 80 % англоязычный.
- Большое влияние на музыкальный стиль артиста оказали группы U2 и Nirvana.
- Corson в юношеские годы одновременно играл в фанк-рок-группе и учился на факультете классической музыки и академического вокала.
- В юношестве занимался регби.
- Мама артиста была учительницей младших классов, папа — таможенный работник.

## Музыкальный стиль
Будучи подростком, Corson открывает для себя творчество U2 и одновременно с этим проходит обучение в консерватории по классу академического вокала, что является решающим в формировании его музыкального стиля.

## Благотворительность
Певец поддерживает объединение Raphael Lorraine — благотворительный фонд, созданный для оказания помощи больным детям.

## Дискография

### Альбомы
The Rainbow (2015)
 Список композиций 
| #  | Название           | Музыка                 | Слова                  | Длительность |
| -- | ------------------ | ---------------------- | ---------------------- | ------------ |
| 1  | «Raise me up»      | Corson                 | Tristan Salvati/Corson | 03:39        |
| 2  | «The Rainbow»      | Corson                 | Corson                 | 03:54        |
| 3  | «Loud»             | Tristan Salvati/Corson | Tristan Salvati/Corson | 03:44        |
| 4  | «We’ll come again» | Corson                 | Corson                 | 04:38        |
| 5  | «Start the war»    | Corson                 | Corson                 | 04:21        |
| 6  | «Made of pain»     | Corson                 | Corson                 | 03:16        |
| 7  | «Make a stand»     | Corson                 | Corson                 | 04:24        |
| 8  | «Eldorado»         | Brice Davoli/Corson    | Corson                 | 03:38        |
| 9  | «The Rain»         | Corson                 | Corson                 | 05:04        |
| 10 | «The other side»   | Corson                 | Corson                 | 04:23        |
| 11 | «Lost in the air»  | Corson                 | Corson                 | 03:56        |

### EP
- 2011: Corson
- 2014: Loud

### Синглы
| Год  | Сингл                                | Наивысшая позиция | Наивысшая позиция | Альбом    |
| Год  | Сингл                                | FR                | BEL (Wa)          | Альбом    |
| ---- | ------------------------------------ | ----------------- | ----------------- | --------- |
| 2012 | «We’ll Come Again»                   | —                 | —                 | Corson    |
| 2013 | «The Rainbow»                        | 42                | —                 | Corson    |
| 2014 | «Raise Me Up (Je respire encore)»    | 58                | 36                | Corson    |
| 2014 | «Loud»                               | —                 | —                 | Loud      |
| 2014 | «Ces choses-là» (дуэт с Sophie-Tith) | —                 | —                 | J’aime ça |
| 2015 | «Sonia»                              | —                 | —                 |           |

## Музыкальное сотрудничество
- 2006: Nos Instants de liberté для Liza Pastor и Amaury Vassili
- 2007: L’Hôpital, телесериал
- 2014: Éphémère для Louis Delort и The Sheperds
- 2015: We are sailors для Mathieu, финалиста проекта Nouvelle Star (Народный артист)[7]
- 2015: Edge of the world, Reaching Up, Its over для альбома Mission Control Alive для Mission Control и Давида Халлидея (David Hallyday)

## Другие проекты
- 2014: Le Chemin de Pierre for the Abbé Pierre’s Foundation, видеоклип (для благотворительного фонда)
- 2014: Kiss & Love for the Sidaction (для благотворительного фонда против борьбы со СПИДом)[8]

## Мюзиклы
- 2003—2004: Belles belles belles (musical)|Belles belles belles, Redha — концерт-холл Олимпия (Париж), тур
- 2003: War — Кристофа Бори (Christophe Borie), Стефана Метро (Stéphane Metro) и Френка Варнавы (Franck Varnava) — Festival des Musicals de Paris
- 2005—2009: Roméo et Juliette, de la haine à l’amour Жерара Пресгюрвика , Redha, турне в Южной Корее : Принц, Брат Лоренцо и Лорд Капулетти

## Фотогалерея

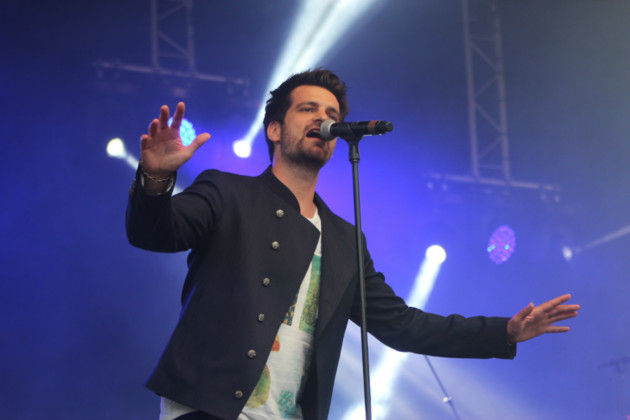
Corson на сцене города Дакс
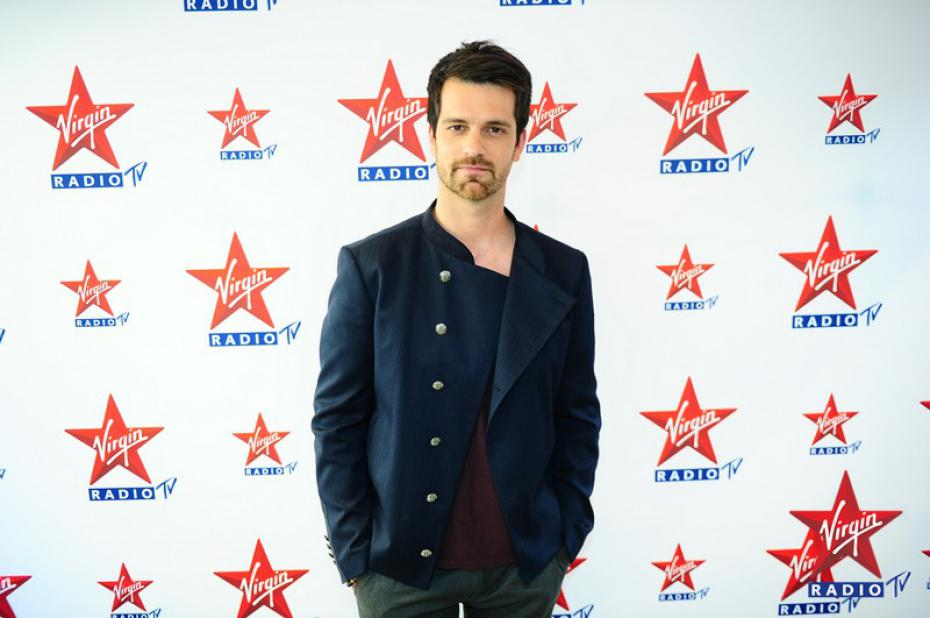
Corson на Virgin FM
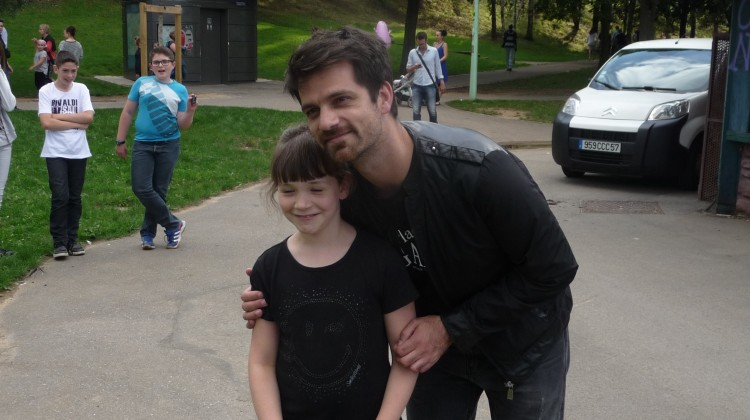
Corson c маленькой поклонницей
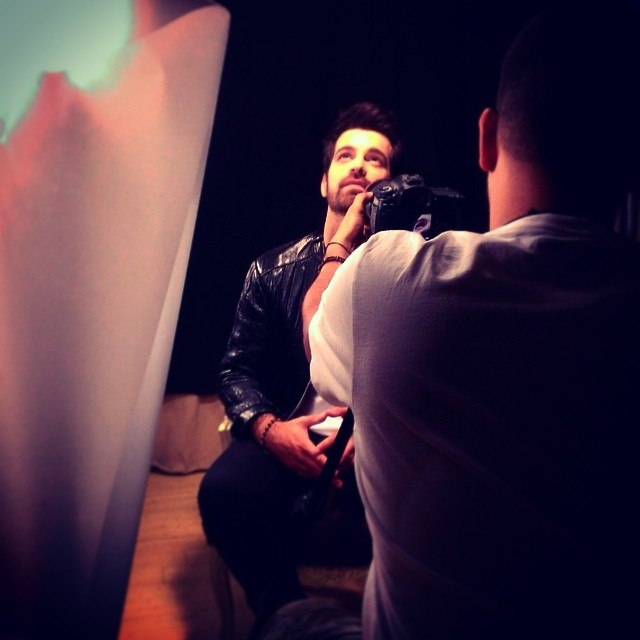
Фото из Instagram Корсона